# Opera Theatre of Saint Louis
Das Opera Theatre of Saint Louis (OTSL) ist ein Sommeropernfestival in St. Louis, Missouri. Typischerweise werden jede Saison, die von Ende Mai bis Ende Juni dauert, vier Opern aufgeführt, die alle auf Englisch gesungen werden. Die Aufführungen werden vom St. Louis Symphony Orchestra begleitet, das für die Saison in zwei Ensembles für jeweils zwei Opern unterteilt wird. Die Aufführungen der Kompagnie finden im Loretto-Hilton Center for the Performing Arts auf dem Campus der Webster University statt.

## Geschichte
1976 gründeten Leigh Gerdine, Laurance L. Browning, Jr. und James Van Sant gemeinsam das OTSL. Sie engagierten Richard Gaddes (1942–2023), der zu dieser Zeit an der Santa Fe Opera arbeitete, als ersten künstlerischen Leiter des Unternehmens und ernannten ihn 1978 auf Vorschlag von Ed Korn, Berater an der Metropolitan Opera, zum hauptamtlichen Generaldirektor. Gaddes bezeichnete die Santa Fe Opera als sein Modell für das OTSL:

“That was not a coincidence. I always say that John Crosby sired the Opera Theater of St. Louis. The whole concept was modeled on Santa Fe, and part of the idea was that the apprentices here would feed into St. Louis. Which they did.”

„Das war kein Zufall. Ich sage immer, dass John Crosby das Opera Theatre von St. Louis erfunden hat. Das gesamte Konzept war Santa Fe nachempfunden, und ein Teil der Idee war, dass die Auszubildenden hier nach St. Louis gingen. Was sie getan haben.“

Nachfolger von Gaddes als OTSL-Generaldirektor war Charles MacKay, der das Amt von 1985 bis 2008 innehatte. MacKay war zuvor seit 1984 Executive Director des OTSL. Er leitete die Kampagne zum Bau und zur Finanzierung des neuen Sally S. Levy Opera Center, ein neues und dauerhaftes Heim für die Verwaltung und die ganzjährigen Proben der Kompagnie. 2005 führte das OTSL die Projektion englischsprachiger Übertitel im Theater ein, obwohl im OTSL englisch gesungen wird, als Verständigungshilfe.
Colin Graham war von 1978 bis 1985 Produktionschef und von 1985 bis zu seinem Tod im April 2007 künstlerischer Leiter des OTSL. John Nelson war von 1985 bis 1988 Musikdirektor und von 1988 bis 1991 Chefdirigent. Von 1991 bis 2017 war Stephen Lord der Musikdirektor des OTSL. Lord hatte später bis zu seinem Rücktritt im Juni 2019 den Titel eines „Music Director Emeritus“ inne, nachdem Vorwürfe gegen ihn wegen sexuellen Fehlverhaltens veröffentlicht worden waren. Im Juni 2017 gab das OTSL die Ernennung von Roberto Kalb zum Conductor in Residence ab Saison 2018 bekannt.
Im September 2007 ernannte das OTSL James Robinson zum nächsten künstlerischen Leiter des Unternehmens und Timothy O’Leary zum Executive Director. Charles MacKay beendete seine OTSL-Amtszeit als Generaldirektor am 30. September 2008, nachdem er zum Generaldirektor der Santa Fe Opera gewählt worden war, auch dort wieder als Nachfolger von Richard Gaddes. Im Juni 2008 ernannte das OTSL Timothy O’Leary mit Wirkung zum 1. Oktober 2008 zum dritten Generaldirektor. Er verließ das OTSL am 30. Juni 2018, nachdem er zum Generaldirektor der Washington National Opera gewählt worden war. Im April 2018 gab das OTSL die Ernennung von Andrew Jorgensen zum nächsten Generaldirektor ab 1. Juli 2018 bekannt. Im Juli 2020 wurde der Verwaltungsdirektor des OTSL, Damon Bristo, wegen Kinderprostitution zweiten Grades verhaftet. Er wurde in unbezahlten Urlaub versetzt und trat später zurück.
Die Kompagnie bildet junge Künstler im Gerdine Young Artists-Programm aus, das nach dem Gründungsvorsitzenden des Opera Theatre of Saint Louis, Leigh Gerdine, benannt ist. Die Gerdine Young Artists dienen als jährlicher Chor für die Kompagnie, die selbst keinen ständigen Chor hat. Zu den OTSL-Chorleitern gehörten Donald Palumbo, Cary John Franklin, Sandra Horst und Robert Ainsley. Im Februar 2020 gab das OTSL die Ernennung von Walter Huff zum nächsten Chorleiter bekannt.

## Produktionen
In der ersten Saison 1976 gab es elf Aufführungen von Brittens Albert Herring, Mozarts Der Schauspieldirektor, Menottis The Medium und Donizettis Don Pasquale. Diese Mischung aus Standardwerken und einigen neuen und unkonventionellen Opern wurde auch in den folgenden Spielzeiten beibehalten und illustriert den Ansatz der Kompagnie. Erreicht wurde dies mit einem Budget von 135.000 US-Dollar. Zu den jungen Sängern gehörten Sheri Greenawald und Vinson Cole.
In den ersten Spielzeiten erwarb sich die Kompagnie Anerkennung mit Erfolgen wie der ersten Ausstrahlung von Albert Herring durch BBC/WNET und 1983 dem ersten Auftritt einer US-amerikanischen Opernkompagnie beim Edinburgh International Festival. Der ersten Produktion einer japanischen Oper in Japan durch eine amerikanische Kompagnie folgte im September 2001 eine Rückkehr nach Tokio, wo die japanische Premiere von The Tale of Genji von Minoru Miki präsentiert wurde, einer Oper auf der Basis des Klassikers Genji Monogatari („Die Geschichte vom Prinzen Genji“).
Bekannte Opernregisseure wie Graham Vick, Jonathan Miller und Mark Lamos haben mit dem OTSL ihr US-Opern-Debüt gegeben, ebenso wie die Dirigenten Leonard Slatkin und Christopher Hogwood.
Andere bekannte US-amerikanische Sänger wie Christine Brewer, Susan Graham, Denyce Graves, Dwayne Croft, Thomas Hampson, Jerry Hadley, Patricia Racette, Sylvia McNair und Stephanie Blythe sind in OTSL-Produktionen aufgetreten. Das OTSL hat 14 Weltpremieren präsentiert, darunter:
- Stephen Paulus: The Postman Always Rings Twice (1982)
- Cary John Franklin: The Loss of Eden (2002)
- David Carlson: Anna Karenina (2007; Libretto von Colin Graham)
- Terence Blanchard: Champion (2013; Libretto von Michael Cristofer)
- Ricky Ian Gordon: Twenty-Seven (2014; Libretto von Royce Vavrek)

Die letzten beiden Opern waren Teil der jüngsten OTSL-Reihe, in der neue Opern im Rahmen der Initiative „New Works, Bold Voices“ in Auftrag gegeben werden. Die dritte Oper in diesem Zyklus, aufgeführt 2016, war Shalimar the Clown mit Musik von Jack Perla auf das Libretto von Rajiv Joseph. Zudem hat das OTSL 14 US-amerikanische Premieren gegeben, darunter Michael Berkeleys Jane Eyre, Benjamin Brittens Paul Bunyan, Gioachino Rossinis Il viaggio a Reims und Judith Weirs The Vanishing Bridgeroom (unter dem Titel Highland Wedding).

## Generaldirektoren
- Richard Gaddes (1976–1985)
- Charles MacKay (1985–2008)
- Timothy O’Leary (2008–2018)
- Andrew Jorgensen (seit 2018)

## Musikdirektoren
- John Nelson (1985–1988; Chefdirigent 1988–1991)
- Stephen Lord (1991–2017)

## Künstlerische Leiter
- Colin Graham (1985–2007)
- James Robinson (seit 2008)